# Aerangis modesta
Espèce
Aerangis modesta est une espèce de plantes à fleurs de la famille des orchidées. C'est une épiphyte originaire de Madagascar et des Comores.

## Synonymes
- Angraecum modestum Hook.f. (1883)
- Angraecum sanderianum Rchb.f. (1888)
- Angorchis modesta (Hook.f.) Kuntze (1891)
- Rhaphidorhynchus modestus (Hook.f.) Finet (1907)
- Rhaphidorhynchus modestus var. sanderianus (Rchb.f.) Poiss. (1912)
- Aerangis crassipes Schltr. (1918)

## Distribution
Forêts humides entre 100 et 1500 m d'altitude.

## Culture
Aerangis citrata est cultivée dans des paniers suspendus bien drainés exposés à une lumière modérée. Les racines doivent être arrosées fréquemment.

## Illustrations

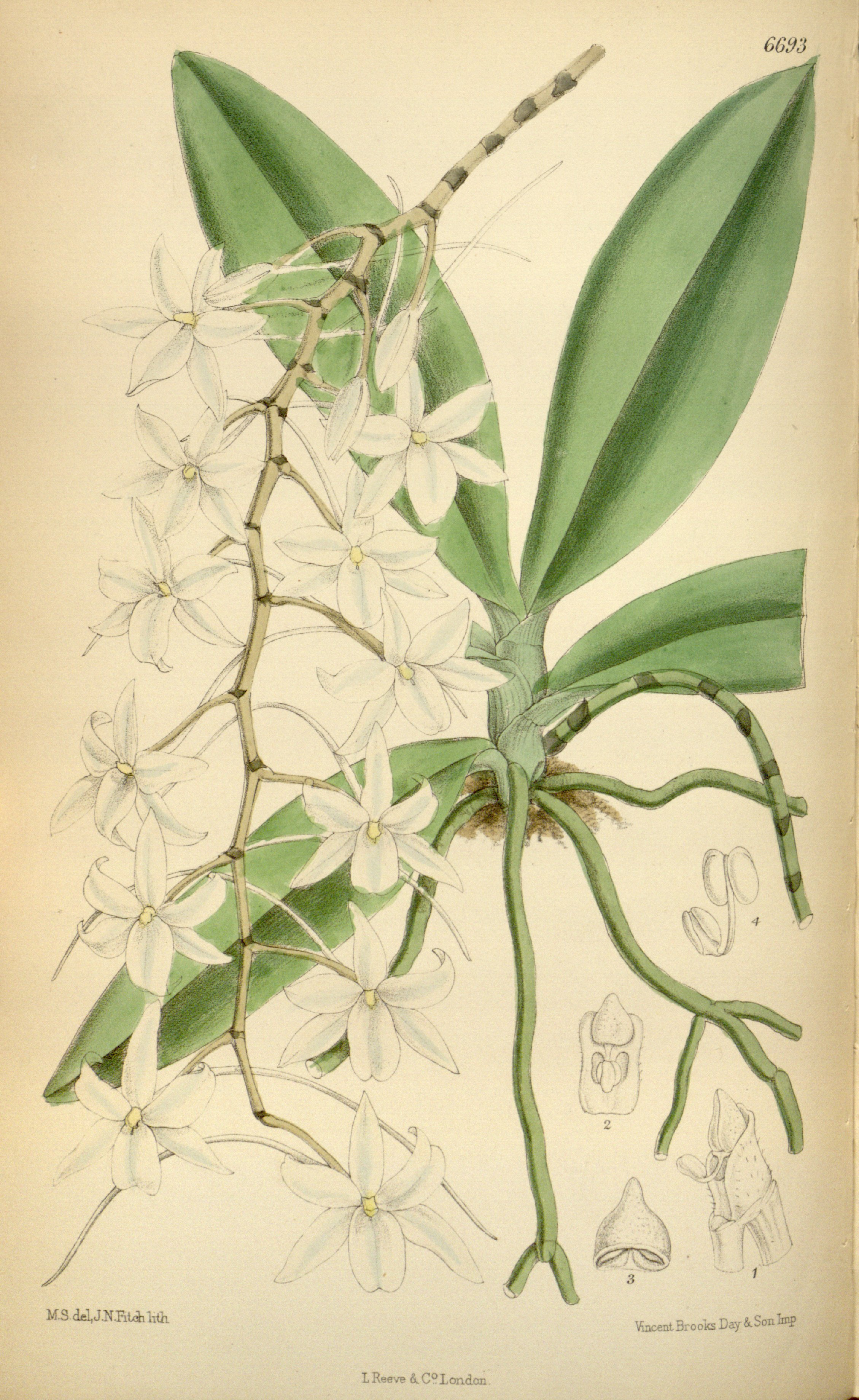
Angraecum modesta Curtis's Botanical Magazine 1883